# Lindsay Crouse
Lindsay Ann Crouse (* 12. Mai 1948 in New York City) ist eine US-amerikanische Schauspielerin.

## Leben und Leistungen
Ihr Vater Russel Crouse war Drehbuchautor. Lindsay Crouse schloss 1970 ein Studium am Radcliffe College ab.
Sie debütierte in dem Fernsehdrama Die zehnte Stufe (1975) an der Seite von William Shatner. In dem Filmdrama Die Unbestechlichen (1976) von Alan J. Pakula spielte sie an der Seite von Dustin Hoffman und Robert Redford eine kleine Nebenrolle. In der Komödie Zwischen den Zeilen (1977) spielte sie eine der größeren Rollen neben John Heard und Jeff Goldblum. Ebenfalls 1977 hatte sie in dem Film Schlappschuss mit Paul Newman eine Nebenrolle als Frau eines Eishockeyspielers.
In dem Filmdrama Ein Platz im Herzen (1984) übernahm Crouse neben Sally Field und Ed Harris eine der größeren Rollen, für die sie 1985 für den Oscar als beste Nebendarstellerin nominiert war. In dem SF-Filmdrama Die Besucher (1989) verkörperte sie die Ehefrau eines Schriftstellers (gespielt von Christopher Walken), der überzeugt ist, die Außerirdischen hätten mit ihm medizinische Experimente durchgeführt. In dem Thriller 24 Stunden in seiner Gewalt (1990) spielte sie eine FBI-Agentin, die den Entführer Michael Bosworth (Mickey Rourke) verfolgt, der die Familie Cornell (Anthony Hopkins und Mimi Rogers) in seine Gewalt bringt. In dem Fernsehdrama Haus der stummen Schreie (1996) war sie neben Cher, Anne Heche, Jada Pinkett Smith und Rita Wilson zu sehen.
Lindsay Crouse war von 1977 bis 1990 mit David Mamet verheiratet, mit dem sie zwei Töchter hat. 1998 heiratete sie den Filmeditor und Regisseur Rick Blue.

## Filmografie
- 1976: Eleanor and Franklin (Fernsehfilm)
- 1976: Die zehnte Stufe (The Tenth Level, Fernsehfilm)
- 1976: Die Unbestechlichen (All the President's Men)
- 1977: Zwischen den Zeilen (Between the Lines)
- 1977: Schlappschuss (Slap Shot)
- 1977: Eleanor and Franklin: The White House Years (Fernsehfilm)
- 1980: Paul’s Case (Fernsehfilm)
- 1981: Prince of the City
- 1981: Summer Solstice (Fernsehfilm)
- 1982: Kennedy’s Children (Fernsehfilm)
- 1982: The Verdict – Die Wahrheit und nichts als die Wahrheit (The Verdict)
- 1983: Krull (nur Stimme)
- 1983: Daniel
- 1984: Ein Platz im Herzen (Places in the Heart)
- 1984: Rückkehr aus einer anderen Welt (Iceman)
- 1985: Junge Schicksale (ABC Afterschool Specials, Fernsehserie, 1 Folge)
- 1986–1987: Polizeirevier Hill Street (Hill Street Blues, Fernsehserie, 5 Folgen)
- 1987: Der Equalizer (The Equalizer, Fernsehserie, 1 Folge)
- 1987: Haus der Spiele (House of Games)
- 1988: Lemon Sky
- 1989: Brave Irene (Kurzfilm)
- 1989: Columbo: Black Lady (Sex and the Married Detective, Fernsehreihe)
- 1989: CBS Summer Playhouse (Fernsehserie, eine Folge)
- 1989: Die Besucher (Communion)
- 1990: Lifestories (Fernsehserie, eine Folge)
- 1990: 24 Stunden in seiner Gewalt (Desperate Hours)
- 1990: Everyday Heroes (Fernsehfilm)
- 1990, 1994: L.A. Law – Staranwälte, Tricks, Prozesse (L.A. Law, Fernsehserie, 2 Folgen)
- 1992: Batman (Fernsehserie, 1 Folge; Stimme)
- 1993: Mord ist ihr Hobby (Murder, She Wrote, Fernsehserie, 1 Folge)
- 1993: Civil Wars (Fernsehserie, 2 Folgen)
- 1993: Chantilly Lace (Fernsehfilm)
- 1993: Die Schwester in der Todeszelle (Final Appeal, Fernsehfilm)
- 1993: Kopfüber in die Geisterstunde (The Halloween Tree, Fernsehfilm)
- 1993–2005: Law & Order (Fernsehserie, 3 Folgen)
- 1994: Der lange Weg aus der Nacht (Out of Darkness, Fernsehfilm)
- 1994: Traps (Fernsehserie, fünf Folgen)
- 1994: Wer hat meine Familie geklaut? (Being Human)
- 1994: Tödliches Klassentreffen (Parallel Lives, Fernsehfilm)
- 1995: Bye Bye, Love
- 1995: CBS Schoolbreak Special (Fernsehserie, 1 Folge)
- 1995: Der Indianer im Küchenschrank (The Indian in the Cupboard)
- 1996: Nicht schuldig (The Juror)
- 1996: Emergency Room – Die Notaufnahme (ER, Fernsehserie, 1 Folge)
- 1996: Marilyn – Ihr Leben (Norma Jean & Marilyn, Fernsehfilm)
- 1996: The Arrival – Die Ankunft (The Arrival)
- 1996: Haus der stummen Schreie (If These Walls Could Talk, Fernsehfilm)
- 1996: Millennium – Fürchte deinen Nächsten wie Dich selbst (Millennium, Fernsehserie, 1 Folge)
- 1996–1997: New York Cops – NYPD Blue (NYPD Blue, Fernsehserie, 2 Folgen)
- 1997: Steve Prefontaine – Der Langstreckenläufer (Prefontaine)
- 1998: Progeny – Höllenbrut (Progeny)
- 1998: Brimstone (Fernsehserie, 1 Folge)
- 1999: Beyond the Prairie: The True Story of Laura Ingalls Wilder
- 1999: Outer Limits – Die unbekannte Dimension (The Outer Limits, Fernsehserie, 1 Folge)
- 1999: Ein Hauch von Himmel (Touched By An Angel, Fernsehserie, 1 Folge)
- 1999: Insider (The Insider)
- 1999: Der Feind in meinem Haus (Stranger in My House)
- 1999–2000: Buffy – Im Bann der Dämonen (Buffy the Vampire Slayer, Fernsehserie, 9 Folgen)
- 2000: Ein höllisch guter Engel (One Hell of a Guy)
- 2001: The Warden (Fernsehfilm)
- 2001: Almost Salinas
- 2001: Impostor
- 2001–2002: Providence (Fernsehserie, 4 Folgen)
- 2002: Cherish
- 2002: Frasier (Fernsehserie, 2 Folgen)
- 2002: Lady Cops – Knallhart weiblich (The Division, Fernsehserie, 1 Folge)
- 2002: Alias – Die Agentin (Alias, Fernsehserie, 1 Folge)
- 2002: Beyond the Prairie, Part 2: The True Story of Laura Ingalls Wilder (Fernsehfilm)
- 2002: Arli$$ (Fernsehserie, 1 Folge)
- 2003: Hack – Die Straßen von Philadelphia (Hack, Fernsehserie, 4 Folgen)
- 2003: Polizeibericht Los Angeles (Dragnet, Fernsehserie, 6 Folgen)
- 2004: CSI: Den Tätern auf der Spur (Fernsehserie, 1 Folge)
- 2005: Criminal Minds (Fernsehserie, 1 Folge)
- 2007: Mr. Brooks – Der Mörder in Dir (Mr. Brooks)
- 2007: Drive (Miniserie, 1 Folge)
- 2009–2011: Law & Order: Special Victims Unit (Fernsehserie, 7 Folgen)
- 2010: FlashForward (Fernsehserie, 2 Folgen)
- 2013: Somewhere Slow